# Efraín
Efraín ist ein spanischer männlicher Vorname hebräischer Herkunft, die spanische Form des Vornamens Ephraim. Weiteres zu Herkunft und Bedeutung des Namens siehe hier.

## Namensträger

### Efraín
- Efraín Álvarez (* 2002), US-amerikanisch-mexikanischer Fußballspieler
- Efraín Amador (* 1947), kubanischer Lautenist, Komponist und Musikpädagoge
- Efraín Amaya (* 1959), venezolanischer Komponist und Dirigent
- Efraín Amézcua (1907–1970), mexikanischer Fußballspieler
- Efraín Cortés (* 1984), kolumbianischer Fußballspieler
- Efraín David Fines Nevares (* 1981), puerto-ricanischer Reggaeton-Künstler, siehe Tito El Bambino
- Efraín Flores (* 1958), mexikanischer Fußballspieler und -trainer
- Efraín Goldenberg Schreiber (* 1929), peruanischer Politiker
- Efraín González Téllez (1933–1965), kolumbianischer Bandolero
- Efraín Herrera (* 1959), mexikanischer Fußballspieler
- Efraín Juárez (* 1988), mexikanischer Fußballspieler
- Efraín Mendoza Cruz (* 1959), mexikanischer Geistlicher, römisch-katholischer Bischof von Cuautitlán
- Efraín Munguía (* 1965), mexikanischer Fußballspieler
- Efraín Orozco (1897–1975), kolumbianischer Komponist, Dirigent und Instrumentalist
- Efraín Ríos Montt (1926–2018), guatemaltekischer Politiker
- Efraín Ruiz (fl. 1936–1939), mexikanischer Fußballspieler
- Efraín Santibáñez (fl. 1931–1949), chilenischer Leichtathlet
- Efraín Vázquez (* 1958), puerto-ricanischer Perkussionist und Sänger, siehe Frankie Vázquez
- Efraín Velarde (* 1986), mexikanischer Fußballspieler

### Weiterer Vorname
- Bayron Efrain Molina Figueroa (* 1993), honduranischer Boxer, Olympiateilnehmer, siehe Bayron Molina
- Esteban Efraín Paredes Quintanilla (* 1980), chilenischer Fußballspieler, siehe Esteban Paredes
- Luís Salvador Efraín Salazar Arrué (1899–1975), salvadorianischer Autor und Maler
- Omar Efraín Torrijos Herrera (1929–1981), panamaischer General, 1968–1981 Führer der Militärjunta, siehe Omar Torrijos
- Oscar Efraín Tamez Villareal (* 1973), mexikanischer Geistlicher und Bischof von Ciudad Victoria
- Selvin Efraín de León Castillo (* 1980), belizisch-guatemaltekischer Fußballspieler, siehe Selvin De León
- Severo Efraín Meza Mayorga (* 1986), mexikanischer Fußballspieler, siehe Severo Meza

### Efraïn
- Efraïn Jonckheer (1917–1987), Politiker, Premierminister der Niederländischen Antillen, niederländischer Diplomat